# Antonio Anselmo Martino
Antonio Anselmo Martino, jurista y politólogo ítalo – argentino, se graduó y doctoró en la Facultad de Derecho de la Universidad de Buenos Aires donde fue profesor Adjunto de Introducción al Derecho.
En 1976, debido al golpe de Estado, se trasladó a Italia y luego vivió en Pisa como profesor de Ciencias Políticas, de la Facultad de Ciencias Políticas de la Universidad de Pisa.